# Guaiquinimawaldsänger

Verbreitungskarte

Der Guaiquinimawaldsänger (Myioborus cardonai) auch Cardona-Waldsänger ist ein kleiner Singvogel aus der Gattung Myioborus in der Familie der Waldsänger (Parulidae). Diese Art ähnelt sehr dem Weißwangen-Waldsänger (Myioborus albifacies) und ist möglicherweise mit ihm konspezifisch. Das kleine Verbreitungsgebiet befindet sich in Venezuela. Die IUCN listet sie gegenwärtig als „potenziell gefährdet“ (near Threatened).

## Merkmale
Guaiquinimawaldsänger erreichen eine Körperlänge von 13 Zentimetern. Adulte  Guaiquinimawaldsänger und Jungvögel ab dem ersten Jahr haben eine schwarze Stirn, Krone sowie ein oberes schwarzes Nackengefieder. Das restliche Kopf- und Nackengefieder ist grau bis dunkelgrau. Ebenfalls dunkelgrau ist das Oberseitengefieder. Ein unterbrochener weißer Augenring umfasst das Auge. Die Flügel mit schmalen grauen Federrändern, der Schwanz und die Oberschwanzdecken sind schwärzlich. Die äußeren Schwanzfedern sind weiß. Das Unterseitengefieder ist orange-gelb und die Unterschwanzdecken weiß. Beine und Schnabel sind schwärzlich. 

## Vorkommen
Über den Guaiquinimawaldsänger gibt es keine ausreichenden Studien. Sie sind vorwiegend Standvögel und haben ein sehr eingeschränktes Verbreitungsgebiet. Sie kommen nur auf den Tepuis auf dem Berg Cerro Guaiquinima im zentralen Bolívar im südlichen Venezuela vor. Dokumentiert sind Bergregenwälder in Höhen von 1200 bis 1600 Metern als Wohnorte. Weitere Biotope sind feuchte Bergwälder, Galeriewälder und dichtes Buschwerk. Sie ernähren sich wahrscheinlich wie der Weißwangen-Waldsänger vorwiegend von Insekten. Das Brutverhalten ist nicht näher untersucht.